# Conférence Noether (AWM)
Pour les articles homonymes, voir Conférence Noether.
La Noether Lecture est une récompense décernée par l'association américaine Association for Women in Mathematics (AWM) à des femmes qui ont apporté des contributions fondamentales et décisives aux mathématiques. Elle est attribuée tous les ans depuis 1980. Elle est nommée ainsi en l'honneur d'Emmy Noether, et parce que la récipiendaire donne une conférence (ou « lecture » en anglais) d'une heure, lors de la réunion conjointe de l'American Mathematical Society et de la Mathematical Association of America en janvier. Un fascicule édité par l'AWM présente la lauréate.

## Lauréates
- 1980 : Jessie MacWilliams
- 1981 : Olga Taussky-Todd
- 1982 : Julia Robinson
- 1983 : Cathleen Synge Morawetz
- 1984 : Mary Ellen Rudin
- 1985 : Jane Cronin Scanlon
- 1986 : Yvonne Choquet-Bruhat
- 1987 : Joan Birman
- 1988 : Karen Uhlenbeck
- 1989 : Mary Wheeler
- 1990 : Bhama Srinivasan
- 1991 : Alexandra Bellow
- 1992 : Nancy Kopell
- 1993 : Linda Keen
- 1994 : Olga Ladyschenskaja[1] et Lesley Sibner
- 1995 : Judith D. Sally
- 1996 : Olga Oleinik
- 1997 : Linda Rothschild
- 1998 : Dusa McDuff et Cathleen Synge Morawetz[2]
- 1999 : Krystyna Kuperberg
- 2000 : Margaret H. Wright
- 2001 : Sun-Yung Alice Chang
- 2002 : Hu Hesheng[3] et Lenore Blum
- 2003 : Jean Taylor
- 2004 : Svetlana Katok
- 2005 : Lai-Sang Young
- 2006 : Ingrid Daubechies et Yvonne Choquet-Bruhat[4]
- 2007 : Karen Vogtmann
- 2008 : Audrey Terras
- 2009 : Fan Chung Graham
- 2010 : Carolyn Gordon
- 2011 : Susan Montgomery
- 2012 : Barbara Keyfitz[5]
- 2013 : Raman Parimala
- 2014 : Georgia Benkart
- 2015 : Winnie Li
- 2016 : Karen E. Smith[6]
- 2017 : Lisa Jeffrey[7]
- 2018 : Jill Pipher
- 2019 : Bryna Kra
- 2020 : Birgit Speh[8]
- 2021 : non décernée[9],[10].
- 2022 : Marianna Csörnyei.
- 2023 : Laura DeMarco
- 2024 : Anne Schilling[11]